# Лесная (станция, Белорусская железная дорога)
Лесна́я (бел. Лясна́я) — железнодорожная станция, расположенная в одноимённом поселке в Барановичском районе Брестской области.
Станция расположена между станцией Грицеве и остановочным пунктом Бытень.
В километре от станции проходят трассы М1 и Р2.